# 2,4-Dichlorphenol
2,4-Dichlorphenol ist ein farbloser Feststoff mit einem phenolartigen Geruch, der zur Stoffgruppe der Dichlorphenole gehört.
Beim Erhitzen von 2,4-Dichlorphenol können unter Abspaltung von Chlorwasserstoff niedrig chlorierte Kongenere von polychlorierten Dibenzodioxinen entstehen.

## Vorkommen
2,4-Dichlorphenol ist ein Metabolit von Pflanzenschutzmitteln wie Nitrofen, 2,4-Dichlorphenoxyessigsäure und 2,4-Dichlorphenoxypropionsäure.

## Eigenschaften
2,4-Dichlorphenol ist ein brennbarer Feststoff, der sich nur sehr wenig in Wasser löst (4,5 g/l). Gut löslich ist die Substanz in unpolaren, organischen Lösungsmitteln (Kohlenwasserstoffen) sowie in Ölen und Fetten. Die farblosen Kristalle besitzen einen Geruch, der an Phenol erinnert.

## Verwendung
2,4-Dichlorphenol dient industriell zur Herstellung von Pflanzenschutzmitteln (Herbiziden) wie Bifenox, Chlomethoxyfen, 2,4-D, 2,4-DB, Dichlofenthion, Dichlorprop und Diclofop-methyl, Mottenschutzmitteln für Textilien und als Zusatz für Antimykotika bei Strümpfen und Schuheinlagen. Auch Polyester werden aus 2,4-Dichlorphenol hergestellt.

## Sicherheitshinweise
2,4-Dichlorphenol ist brennbar, wobei giftige Gase wie Chlor, Chlorwasserstoff, Phosgen sowie Dioxine entstehen können. Bei der Destillation unter Luftanwesenheit kann das Gemisch explosionsartig reagieren. Die Verbindung ist ätzend und giftig und wird vorwiegend über die Haut resorbiert; es ist davon auszugehen, dass Dämpfe auch über den Atemtrakt aufgenommen werden. Augen, Haut, Schleimhäute und Atemwege werden gereizt bis verätzt. 2,4-Dichlorphenol wirkt wie viele chlorierte Verbindungen toxisch auf das ZNS, die Leber und Nieren. Vergiftungssymptome sind Kopfschmerz, Schwindel, Schwäche, Verwirrtheit, Muskelzuckungen, Tachykardie bis hin zur Bewusstlosigkeit. 1992 führte eine Benetzung von etwa 10 % der Körperoberfläche trotz Spülung mit Wasser und Wiederbelebungsmaßnahmen innerhalb von 20 Minuten zum Tod des Betroffenen.